# Hofanlage Misselwardener Niederstrich 8
Die Hofanlage Misselwardener Niederstrich 8, nördlich vom Dorf, in der niedersächsischen Gemeinde Wurster Nordseeküste, Ortschaft Misselwarden, im Landkreis Cuxhaven stammt aus der ersten Hälfte des 19. Jahrhunderts.
Aktuell (2024) wird sie landwirtschaftlich genutzt.
Die Gebäude stehen unter Denkmalschutz (siehe auch Liste der Baudenkmale in Wurster Nordseeküste).

## Beschreibung
Die Hofanlage mit altem Baumbestand besteht aus:
- dem eingeschossigen verklinkerten giebelständigen Wohn- und Wirtschaftsgebäude als Zweiständer-Hallenhaus von 1824 (Inschrift) mit Satteldach, regionaltypisch verbretterten Dreieck im Wirtschaftsgiebel mit zwei rundbogigen Fenstern und der Grooten Door mit Korbbogen und einer ansonsten schmucklosen Fassade,[2]
- der eingeschossigen giebelständigen verklinkerten neun Gefache langen Kruppscheune (Kruppschüün als Viehscheune) von um 1830 als großes Zweiständer-Hallenhaus mit Satteldach und korbbogenförmiger Toröffnung[3]
- sowie den nicht denkmalgeschützten Nebenanlagen.

Das Landesdenkmalamt befand u. a.: „… eine typische Hofanlage der Zeit um 1830 mit altem Baumbestand …“